# Acta Universitatis Upsaliensis
Acta Universitatis Upsaliensis är sedan 1961 namnet på Uppsala universitets vetenskapliga skriftserie. 

## Bakgrund
Uppsala universitet utgav 1861–1961 Uppsala universitets årsskrift. Därefter uppdelades utgivningen på olika serier med den sammanfattande beteckningen Acta Universitatis Upsaliensis (AUU). Under detta sammanfattande serienamn förekommer underserier inom de flesta vetenskapsämnen, oftast med förled, på latin Studia eller på engelska Studies.
Seriens syfte är att sprida vetenskapliga verk från Uppsala universitet. Verksamheten leds av en redaktionskommitté tillsatt av universitetets rektor,  och med representanter från universitetets samtliga fakulteter. Varje serie har även en särskilt utsedd serieredaktör.